# Shenyang Aircraft Corporation
Shenyang Aircraft Corporation (Chino simplificado 沈阳飞机公司, Chino tradicional 瀋陽飛機公司, Pinyin: Shěnyáng fēijī gōng sī) es un fabricante de aeronaves militares y civiles chino situado en la ciudad de Shenyang. Fundada en el año 1953, es una de las más antiguas y de las más importantes industrias aeronáuticas en la República Popular China. Muchos de los fabricantes aeronáuticos chinos, como Chengdu Aircraft Industry Corporation o Guizhou Aircraft Industry Co. fueron creados con la ayuda de Shenyang. Principalmente su labor se centra en el diseño y fabricación de aviones de combate. En la actualidad es una subsidiaria de AVIC I.

## Productos
Aviones de Combate
- J-4
- Shenyang JJ-1 avión de entrenamiento, cancelado en los años 60 y reemplazado por el JJ-5.
- Shenyang J-5 caza 
  - Shenyang JJ-5 avión de entrenamiento biplaza basado en el J-5.
- Shenyang J-6 caza
  - JZ-6 avión de reconocimiento - basado en el MiG-19R.
  - JianJiao JJ-6 - caza de entrenamiento biplaza.
- Chengdu J-7, diseñado y producido en Shenyand en los años 60. La producción fue transferida a Chengdu en los años 70.
- Shenyang J-8 caza de 3ª generación.
- Shenyang J-11 Caza basado en el Sukhoi Su-27.
- Shenyang J-15 Caza embarcado, creado a partir del Sukhoi Su-33.
- Shenyang J-16: Caza militar pesado de 4.5 generación
- Shenyang J-31 Avión de 5ª generación de tamaño medio.
- Shenyang J-50: prototipo de caza moderno

Aviones comerciales
- ACAC ARJ21 colaborando con otras compañías de AVIC I.

Bombers
- Xian H-6 bombardero basado en el Túpolev Tu-16 Badger. En colaboración con Xi'an Aircraft Industrial Corporation.
- Nanchang Q-5 Diseñado en Shenyang y posteriormente fabricado en Nanchang.

Aviación General
- Cessna 162

Motores
- Turbofán WS-10, Taihang
- Turbojet WP-14, Kunlun

Partes
- Lyulka AL-31
- Secciones de cola y compuertas de carga para Boeing
- Partes para Bombardier Aerospace.

## Colaboración con Cessna
El 27 de noviembre de 2007, Cessna anunció que la avioneta Cessna 162 será producida por Shenyang Aircraft Corporation.